# Витомирешти (Олт)
Витомирешти (рум. Vitomireşti) насеље је у Румунији у округу Олт у општини Витомирешти. Oпштина се налази на надморској висини од 407 m.

## Становништво
Према подацима из 2002. године у насељу је живело 2746 становника, од којих су сви румунске националности.

### Хронологија
| Година       | 1992 | 1993 | 1994 | 1995 | 1996 | 1997 | 1998 | 1999 | 2000 | 2001 | 2002 | 2003 | 2004 | 2005 | 2006 | 2007 | 2008 | 2009 | 2010 | 2011 | 2012 | 2013 | 2014 | 2015 | 2016 | 2017 |
| ------------ | ---- | ---- | ---- | ---- | ---- | ---- | ---- | ---- | ---- | ---- | ---- | ---- | ---- | ---- | ---- | ---- | ---- | ---- | ---- | ---- | ---- | ---- | ---- | ---- | ---- | ---- |
| Становништво | 3039 | 2995 | 2964 | 2932 | 2883 | 2815 | 2772 | 2708 | 2677 | 2613 | 2555 | 2499 | 2458 | 2403 | 2367 | 2318 | 2286 | 2248 | 2209 | 2180 | 2136 | 2097 | 2062 | 2042 | 2028 | 1970 |